# NGC 7268
NGC 7268 (другие обозначения — PGC 68847, ESO 467-57, MCG -5-53-1, AM 2222-312) — линзообразная галактика (SB0) в созвездии Южная Рыба.
Этот объект входит в число перечисленных в оригинальной редакции «Нового общего каталога».